# Physetopoda halensis
Physetopoda halensis ist ein Hautflügler aus der Familie der Ameisenwespen (Mutillidae). 

## Merkmale
Die Wespen haben eine Körperlänge von 3 bis 7 Millimetern (Weibchen) bzw. 4 bis 10 Millimetern (Männchen). Der Kopf, gelegentlich auch das Pronotum und der Hinterleib sind bei den Weibchen schwarz gefärbt, der Thorax ist rot. Fühler und Beine sind dunkelbraun, wobei sie bei manchen Individuen auch rötlich gefärbt sein können. Das zweite Tergit ist an der Basis mit drei Flecken und am Ende mittig hell behaart, häufig ist auch dessen schmale Endfranse hell behaart. Das dritte Tergit ist ebenso behaart, gelegentlich finden sich auch auf dem Scheitel einige solche Haare. Im Gegensatz zu den übrigen verwandten Arten fällt der Thorax gleich nach der aufstehenden Lamelle senkrecht ab. Bei den Männchen ist der Kopf, der Thorax und der Hinterleib schwarz, der Thorax ist dorsal rot. Das dritte Fühlerglied ist merklich länger als breit. Die Ocelli an den Seiten sind mit dem  1,0- bis 1,75-fachen Abstand zu den Facettenaugen sehr groß. Die Volsella ist am Ende breit und trägt innen zwei getrennte Haarbüschel.

## Vorkommen und Lebensweise
Die Art ist von Frankreich über Mitteleuropa bis nach Kasachstan verbreitet. Sie besiedelt trockene und temperaturbegünstigte offene Lebensräume wie Trockenrasen und extensiv genutzte Weingärten und Weiden. Die Tiere fliegen von Anfang März bis Anfang Oktober. Die Larven sind an der Blattkäferart Clytra quadripunctata als Parasiten nachgewiesen.

## Belege
F. Amiet: Fauna Helvetica 23: Vespoidea 1. Centre Suisse de Cartographie de la Faune, 2008, ISBN 978-2-88414-035-5.